# A Muralha (minissérie)
A Muralha foi uma minissérie brasileira produzida e exibida pela TV Globo de 4 de janeiro a 31 de março de 2000, em 51 capítulos.
Escrita por Maria Adelaide Amaral, é livremente inspirada no romance homônimo de Dinah Silveira de Queiroz, contou com colaboração de Vincent Villari e João Emanuel Carneiro, direção de Alexandre Avancini e Luiz Henrique Rios, e direção geral de Denise Saraceni e Carlos Araújo, também contou com a direção de núcleo de Saraceni.
Contou com Alessandra Negrini, Leandra Leal, Letícia Sabatella, Vera Holtz, Leonardo Brício, Débora Evelyn, Mauro Mendonça e Tarcísio Meira nos papéis principais.

## Enredo
Os bandeirantes foram os pioneiros no desbravamento europeu do território brasileiro. Paulistas suas atividades consistiam em abrir rotas rumo ao interior do país em busca de riquezas e, também, de índios para serem vendidos como escravos. Mesmo sob domínio territorial português, a luta pela posse das propriedades era constante. Vindos de diferentes partes do mundo, inúmeros forasteiros tentavam se apossar do território conquistado pelos bandeirantes. A muralha é uma referência à Serra do Mar, um grande obstáculo às incursões ao centro do país. É pelas cercanias da Vila de São Paulo, na fazenda de Lagoa Serena, após atravessar a muralha, que habita dom Braz Olinto (Mauro Mendonça), um patriarca que lidera sua família e sua bandeira com muito trabalho e sacrifício. Sua luta principal é dominar e vender mão de obra indígena, adquirida através das empreitadas feitas ao interior.
Nisto, se difere de seu filho Tiago Olinto (Leonardo Brício), que vê, na conquista do ouro, a grande razão para seu empenho pessoal. Junto de dom Braz em suas aventuras, está também Afonso Góis (Celso Frateschi), seu genro, casado com Basília (Deborah Evelyn), sua filha. O casal padece da dor da perda do filho Pedro, que desapareceu, aos 13 anos, durante uma expedição com o pai. Em função disso, a expectativa pelo reencontro do filho é uma constante para Afonso e Basília. Rosália (Regiane Alves), a caçula de Braz, é uma jovem determinada, que se dispõe a largar tudo quando se apaixona de verdade por Bento Coutinho (Caco Ciocler), que trabalha na bandeira de seu pai. Leonel (Leonardo Medeiros), seu filho, é casado com a sensível Margarida (Maria Luísa Mendonça), que acha que seu casamento só será completo após a chegada de um filho. Ainda na fazenda, mora Mãe Cândida (Vera Holtz), esposa de dom Braz, que assume a casa nos períodos em que os homens estão fora.
Afetuosa, porém contida, seus critérios não se baseiam na religião ou na justiça, mas nas prioridades de seus homens. Junto dos filhos, mora a sobrinha Isabel (Alessandra Negrini), a única mulher a enfrentar a mata e as batalhas no meio dos homens. É considerada, por dom Braz, o melhor soldado de sua tropa, inclusive porque salvara a vida do tio durante um ataque à aldeia. Isabel é apaixonada por Tiago e tem comportamento selvagem, o que a faz sentir-se quase como um bicho. Após a batalha, dom Braz informa Tiago de que havia mandado vir de Portugal uma mulher que não fosse uma nativa ou impura, para se casar com o filho. O conflito entre os dois é inevitável. Tendo sido criado no Colégio dos Jesuítas, Tiago teve contato com pensamentos renascentistas e era contra a dominação e o desrespeito aos índios. Seu interesse estava concentrado na observação de estrelas e em sonhar com a conquista do ouro no sertão, na cidade de Sabaraboçu, que muitos achavam se tratar de uma lenda. Tiago tem, como melhor amigo, o índio Apingorá (André Gonçalves), líder de sua tribo, que sabe ler e escrever em português e que ajuda dom Braz nas suas empreitadas.
Pelo mar, chega Beatriz (Leandra Leal), a noiva de Tiago, que é também sua prima. Trata-se de uma menina cheia de sonhos e apaixonada pelo futuro esposo, que sequer conhece. Junto com ela, chegam Ana (Letícia Sabatella), a prostituta Antônia (Cláudia Ohana) e o padre Miguel (Matheus Nachtergaele). A chegada até Lagoa Serena se dá por uma tortuosa caminhada através da Serra do Mar, que já simboliza toda a dificuldade que Beatriz, uma dama europeia, encontra na rudeza dos territórios brasileiros da época. Ao longo do caminho, porém, ela se revela alguém de muita fibra e força, disposta a enfrentar tudo para alcançar seus objetivos, despindo-se de seus sapatos e vestes para enfrentar os campos coloniais. Ana é uma cristã-nova, que chega triste ao Brasil para cumprir sua promessa e casar-se com dom Jerônimo (Tarcísio Meira), um comerciante inimigo de dom Braz.
A promessa de casamento fora feita por seu pai Samuel (Elias Andreato), a quem dom Jerônimo livrara da fogueira da Inquisição. Ao chegar ao Brasil, Ana é recebida por Guilherme Schetz (Alexandre Borges), responsável por levá-la até dom Jerônimo. Assim, Ana passa uma noite na casa de Guilherme, pressentindo que seu destino após a boa companhia do rapaz não seria bom. A figura de dom Jerônimo era a síntese da hipocrisia religiosa de seu tempo e, ao conhecer Ana, ele passa a escravizá-la e espioná-la para saber de sua real conversão. Trata-se de um pervertido, que estupra Moatira (Maria Maya) inúmeras vezes. Dissimulado, porém, passa a maior parte do tempo a procurar heresias e escrevendo cartas ao tribunal do Santo Ofício, a Inquisição. Antônia veio ao Brasil em busca de um bom casamento, sabendo que não havia muitas mulheres brancas por estas terras. Irreverente e debochada, ela ocupa funções estratégicas na vila, como mensageira entre Ana e Guilherme e, mais tarde, ao reencontrar Beatriz, ajudando-a a conquistar Tiago. Já ao chegar, cai nas graças do bem-humorado mestre Davidão (Pedro Paulo Rangel), que passa a cortejá-la. Padre Miguel é um jovem idealista e verdadeiramente crente de sua missão: evangelizar o gentio. Em seu caminho, a paixão por Moatira o faz rever seus conceitos e acreditar que o caminho cultural traçado que não era errado, mas diferente.
Beatriz enfrenta forte luta para conquistar o coração de Tiago. Acobertada por mãe Cândida, Isabel esconde até quando pode sua gravidez, fruto do relacionamento com o primo a quem amava. Durante uma batalha, no entanto, dom Braz é atingido e, antes de morrer, confessa a Isabel que também é sua filha. Ciente de que não poderia levar seu sentimento adiante, a moça se despede de Tiago e entrega seu filho a Beatriz, para que ela assuma sua criação. Isabel segue, então, para uma aldeia e, sob a proteção de Caraíba (Stênio Garcia), é intimada a cumprir seu destino. Voltando ao lugar que lhe pertence, nua, ela anda rumo à mata, que a acolhe, dando a entender que se transforma em uma onça. Após denunciar vários cidadãos da vila à Inquisição, dom Jerônimo passa a mandar prender todos aqueles que se colocam contra sua autoridade. São presos: mestre Davidão e Antônia, Ana e Guilherme e, também, o padre Miguel. Para o julgamento inquisitório, o próprio dom Jerônimo assume o papel de juiz e arma uma audiência pública para incriminar os acusados. Lá, eles são acusados injustamente de pecados como apostasia, prostituição e devassidão moral.
Perante os demais cidadãos, que acompanham inconformados aquele julgamento, todos são condenados à fogueira. Antes de ser queimado, entretanto, Guilherme consegue uma faca e acerta o abdômen de dom Jerônimo. Nesse momento, ele passa a ouvir as verdades sobre sua própria devassidão e pecados ditas por Ana e vê, no centro da fogueira, a falecida Moatira, a quem estuprara diversas vezes e Dom Braz, seu inimigo mortal. Desesperado com as alucinações, termina morto em uma das fogueiras que ele mesmo acendeu. Antônia aceita casar-se com Davidão e Ana passa a viver feliz ao lado de Guilherme, terminando grávida. Padre Miguel se dedica a cuidar de crianças, sob orientação de Caraíba e vê, nas pequenas meninas, a imagem de Moatira, a quem amava. Em Lagoa Serena, Leonel chega de Sabaraboçu dizendo ao irmão Tiago que a terra do ouro não era uma lenda. Nove meses se passam e, após Beatriz dar à luz a pequena Margarida, nome dado em homenagem à falecida cunhada, os dois irmãos tomam a estrada rumo a essas terras, em companhia de Beatriz, que se diz pronta para enfrentar o que for ao lado do marido, e levam os filhos Braz e Margarida.

## Elenco e personagens

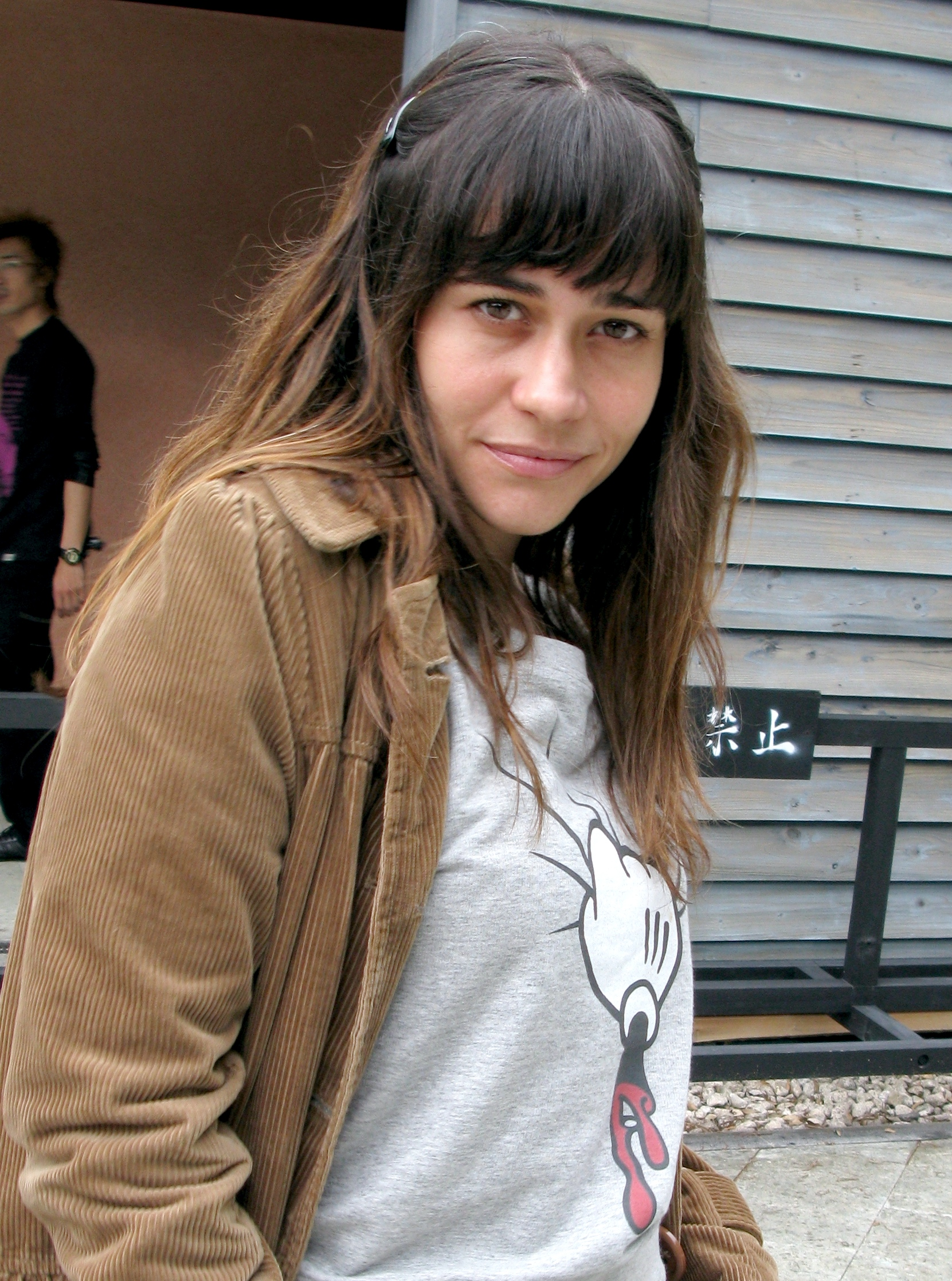
Alessandra Negrini interpretou a guerreira Isabel Olinto.

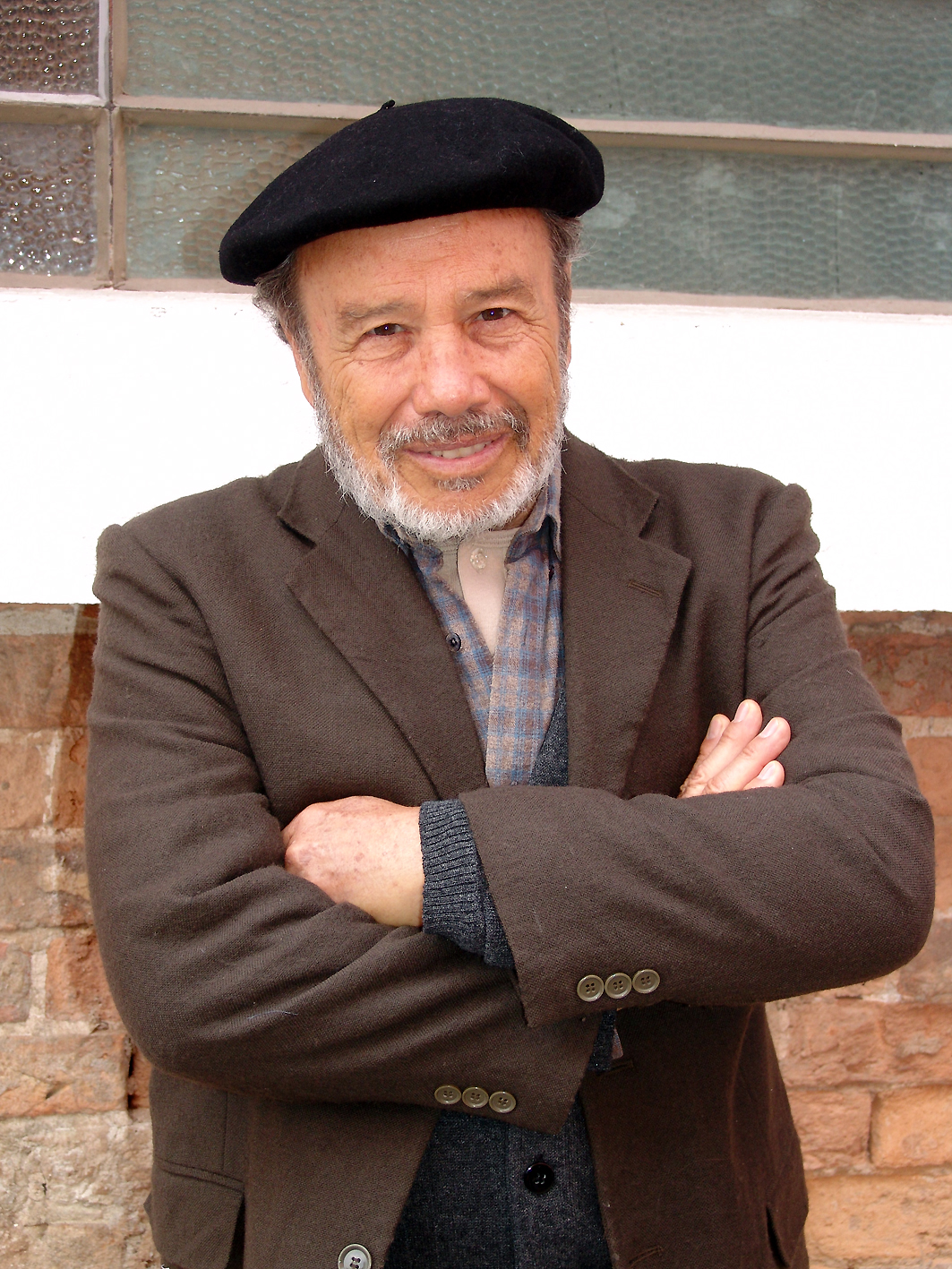
Stênio Garcia, o Caraíba.

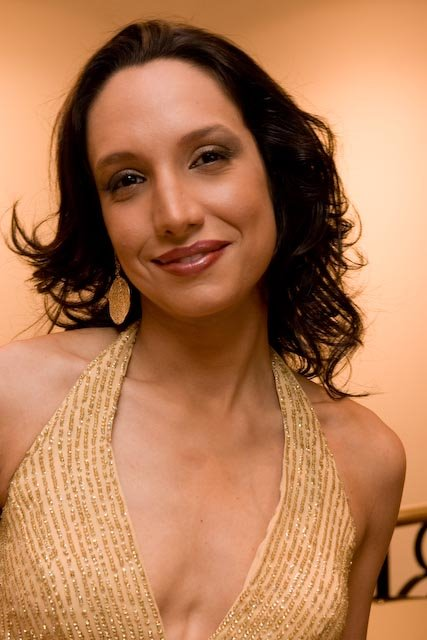
Maria Maya interpretou Moatira.

| Interprete               | Personagem                     | Interpretado(a) na versão de 1968 por      |
| ------------------------ | ------------------------------ | ------------------------------------------ |
| Ada Chaseliov            | Leonor                         | Inexistente                                |
| Alessandra Negrini       | Isabel Olinto                  | Rosamaria Murtinho                         |
| Alexandre Borges         | Dom Guilherme Schetz           | Serafim Gonzalez como Dom Guilherme Saltão |
| André Gonçalves          | Apingorá                       | Rivaldo Perez                              |
| Ângelo Paes Leme         | Vasco Antunes                  | Inexistente                                |
| Cacá Carvalho            | Frei Carmelo                   |                                            |
| Caco Ciocler             | Bento Coutinho                 | Paulo Goulart                              |
| Carlos Eduardo Dolabella | João Antunes                   | Antônio Ghigonetto como Dom Julio          |
| Cecil Thiré              | Dom Bartolomeu Fernandes       |                                            |
| Celso Frateschi          | Afonso Góis                    |                                            |
| Cláudia Ohana            | Antônia Brites                 | Cleyde Blota como Joana Antônia            |
| Deborah Evelyn           | Basília Olinto Góis            | Nathália Timberg                           |
| Edwin Luisi              | Dom Gonçalo Roiz               |                                            |
| Emiliano Queiroz         | Dom Falcão                     |                                            |
| Enrique Diaz             | Aimbé                          | Stênio Garcia                              |
| Leandra Leal             | Beatriz Ataíde                 | Arlete Montenegro como Cristina de Godói   |
| Leonardo Brício          | Tiago Olinto                   | Edgard Franco                              |
| Leonardo Medeiros        | Leonel Olinto                  | Gianfrancesco Guarnieri                    |
| Letícia Sabatella        | Ana Cardoso                    | Inexistente                                |
| Maria Maya               | Moatira                        |                                            |
| Maria Luísa Mendonça     | Margarida Olinto               | Nicette Bruno                              |
| Matheus Nachtergaele     | Padre Miguel                   | Alex André como padre Fabiano              |
| Mauro Mendonça           | Dom Braz Olinto                | Mauro Mendonça                             |
| Pedro Paulo Rangel       | Mestre Davidão (David Fonseca) | Paulo Celestino                            |
| Regiane Alves            | Rosália Olinto                 | Maria Isabel de Lizandra                   |
| Sérgio Mamberti          | Dom Cristovão Rabelo           |                                            |
| Vera Holtz               | Mãe Cândida Olinto             | Fernanda Montenegro                        |

### Participação Especial
| Interprete                               | Personagem  | Interpretado(a) na versão de 1968 por |
| ---------------------------------------- | ----------- | ------------------------------------- |
| Paulo José                               | Padre Simão | Aldo de Maio como padre Manoel        |
| Stênio Garcia                            | Caraíba     | Inexistente                           |
| Tarcísio Meira como Dom Jerônimo Taveira |             |                                       |

### Atores convidados e semi regulares
- Antônio Castiglioni - sacristão[2][3]
- Antônio de Bonis - capitão do barco que traz Ana, Antônia, Beatriz e Padre Miguel ao Brasil
- Antônio Gonzalez - soldado na praia que assedia Antônia
- Carlos Cotiglieri - sacristão
- Cacique Marvel - Cacique da tribo dos Guaianás
- Charles Paraventi - padre jesuíta na praia quando Ana, Antônia, Beatriz e Padre Miguel chegam ao Brasil
- Chico Expedito - bandeirante
- Elias Andreato - Dom Samuel Cardoso (pai de Ana por quem ela se sacrifica ao se casar com Dom Jerônimo)
- Emanuelle Soncini - índia que trabalha com Dom Guilherme
- Ewriges "Bumba" Ribeiro - Genoveva (escrava em Lagoa Serena)
- Hélio Fonseca - ordinário
- Irving São Paulo - mestiço de Bento Coutinho infiltrado na tropa de Dom Braz
- João Pedro Roriz - Parati (índio da tribo de Apingorá amigo da família de Dom Braz)
- José de Abreu - inquisidor-mór Taveira (irmão de Dom Jerônimo que julga Ana e seu pai)
- José Wilker - Dom Diogo (governador geral que vem resolver a posse de Ribeirão Dourado)
- Luís Melo - Dom Manuel Nunes Viana (vem ao Brasil para tentar libertar os índios)
- Mac Suara - pajé da tribo de Apingorá que lidera o ataque a Lagoa Serena
- Michauaka - índio da tropa de Dom Guilherme
- Mira Palheta - estalajeira Silvéria
- Mônica Torres - Joana (amiga prostituta de Antônia que vem ao Brasil, último capítulo)
- Patrick de Oliveira - Tuiú (escravo em Lagoa Serena)
- Rita Martins - Iamê (índia da tribo de Apingorá que perde o marido no ataque a Lagoa Serena e se torna esposa de Afonso quando este perde a memória)
- Roberto Lopes - mestiço de Dom Guilherme
- Sérgio Stern - condenado
- Sílvia Nobre - índia
- Vivian Vieira - índia que trabalha com Dom Guilherme

## Exibição
Foi reexibida na íntegra pelo Viva de 15 de março a 24 de maio de 2011, substituindo Sex Appeal e sendo substituída por Anos Dourados, às 23h45. Foi reexibida novamente na íntegra pelo Viva de 29 de junho a 7 de setembro de 2015, sendo substituída por Presença de Anita, às 23h.

### Outras Mídias
Em maio de 2002, a minissérie foi lançada em DVD pela Globo Vídeos, compactada em 4 discos.
Em 3 de abril de 2023, foi disponibilizada na íntegra pelo Globoplay, como parte do Projeto Resgate.

## Trilha sonora
Capa: Logotipo da minissérie
1. A Muralha
2. Chegada das Caravelas (tema da chegada de Ana, Antônia, Beatriz e Padre Miguel)
3. Ana e Guilherme (1º tema de Ana e Dom Guilherme)
4. Padre Miguel e Moatira (tema de Moatira e Padre Miguel)
5. Epopéia Dos Bandeirantes
6. Beatriz e Tiago (1º tema de Beatriz e Tiago)
7. O Cárcere (1º tema de Ana)
8. Lagoa Serena
9. Rosália e Bento (tema de Rosália e Bento Coutinho)
10. São Paulo De Piratiniga (tema da vila)
11. Depois Da Batalha
12. Margarida e Leonel (tema de Leonel e Margarida)
13. Invasão Da Aldeia
14. D. Jerônimo Taveira (tema de Dom Jerônimo)
15. Tocaia
16. Martírio De Don'Ana (2º tema de Ana)
17. O Filho De Isabel (Acalanto) (tema de Braz)
18. Ana e Guilherme (Final) (2º tema de Ana e Dom Guilherme)
19. Ribeirão Dourado
20. Beatriz e Tiago (Final) (2º tema de Beatriz e Tiago)

- Trilha sonora original de Sérgio Saraceni